# West Buckland
Pour les articles homonymes, voir Buckland.
West Buckland est une paroisse civile et un village du Somerset, en Angleterre.